# 中西としはる
中西 としはる（なかにし としはる、1968年2月6日 - ）は、日本の男性声優。2019年2月よりエスエスピー業務提携。大阪府出身。

## 略歴
オフィス薫付属声優養成所11期卒業。
かつてはオフィス薫に所属していた。

## 人物
音域はハイバリトン。方言は関西弁。
趣味はバイクいじり、格闘技観戦。
資格は乙四種危険物取扱者免許。

## 出演

### テレビアニメ
2002年
- 天使な小生意気

2006年
- 史上最強の弟子ケンイチ（門弟）

2008年
- スレイヤーズREVOLUTION（兵士C）

2009年
- 真マジンガー 衝撃! Z編（神）
- NARUTO -ナルト- 疾風伝（ユウダチ、質屋・見張り番、研究員水夫、モズク、影、雲隠れの忍頭 他）

2010年
- 伝説の勇者の伝説（兵士）
- 薄桜鬼 碧血録（村人）

2011年
- 銀魂'（サチ子の父、おっさん、坊主 他）
- GOSICK -ゴシック-（紳士A、ブロワ侯爵の部下D）
- サザエさん
- 侵略!?イカ娘（れのんの店員）

2012年
- 宇宙兄弟（吉原、二村、医師、JAXA幹部、CMロゴ、ダイソンJr 他）
- ガールズ&パンツァー（とんかつ店主）
- LUPIN the Third -峰不二子という女-（信者）

2013年
- 宇宙戦艦ヤマト2199（袴田邦彦、ヤルン・ベルン、ゆきかぜ操舵士、きりしま通信音声、極東管区司令部オペ、ガミラス着弾観測隊、管制員、バラン星基地通信士、ゼルグートII世通信士）※2012年劇場先行公開
- 銀河機攻隊 マジェスティックプリンス（ノリタダ、コミネ・ダイ）

2014年
- デート・ア・ライブII（ジェームズ・A・パディントン）

2015年
- うたわれるもの 偽りの仮面（ボコイナンテ）

2022年
- うたわれるもの 二人の白皇（ボコイナンテ）

2025年
- グリザイア:ファントムトリガー（狗駒貞時、アーサー・ウィリー）

### 劇場アニメ
- とある飛空士への追憶（2011年、ホセ[12]）
- 劇場版 NARUTO -ナルト- 炎の中忍試験! ナルトVS木ノ葉丸!!（2011年、中忍試験・観客）
- 劇場版マジェスティックプリンス 覚醒の遺伝子（2016年、コミネ・ダイ）

### OVA
- Spirit of Wonder チャイナさんの盃（2014年）
- 薄桜鬼 雪華録（2011年、浪士）

### ゲーム
- CLOCK ZERO 〜終焉の一秒〜（2010年）
- DARKSIDERS 〜審判の時〜（2011年）
- 第2次スーパーロボット大戦Z 破界篇（2011年）
- アサシン クリード IV ブラック フラッグ（2013年、キャラコ・ジャック・ラカム[13]）
- うたわれるもの斬 / 2（2018年 - 2021年、ボコイナンテ） - 2作品

### 吹き替え
- アドベンチャー・タイム
- アメリカン・エネミーズ（マグワイア 他）
- ALPHAS/アルファズ
- 映画は映画だ（ミン社長 他）
- 俺たちの街（パン刑事 他）
- カウボーイ & エイリアン
- 9.11アメリカ同時多発テロ 最後の真実 ※日曜洋画劇場
- キャプテン・アメリカ/ザ・ファースト・アベンジャー
- 恐竜SFドラマ プライミーバル 第2章 、第3章
- キング 〜Two Hearts（旅団長）
- グッド・ワイフ2
- グレイズ・アナトミー（ピアース 他）
- 刑事ヴァランダー3 白夜の戦慄
- 刑事トム・ソーン2 臆病な殺人者
- ケース・センシティブ 静かなる殺人
- 幻影師アイゼンハイム（医師）
- ゴースト 〜天国からのささやきシーズン2（デール）
- コールドケース7 ザ・ファイナル
- コバート・アフェア CIA諜報員アニー
- THE KING OF FIGHTERS（草薙柴舟）
- ザ・パシフィック
- サブウェイ123 激突（バシュキン 他）
- サンクチュアリ
- しあわせの処方箋
- CSI:ニューヨーク6
- CSI:マイアミ9
- ジャイアント（ヨム・ジェス、ミン・ホンギ）
- 精武飛鴻（ウィン）
- センチュリオン
- ダークエイジ・ロマン 大聖堂
- TOUCH/タッチ
- デッド・ゾーンシーズン6
- 特殊能力捜査官 ペインキラー・ジェーン
- Dr.HOUSEシーズン4（ヨナタン）
- 根の深い木 〜世宗大王の誓い〜（チョン別監）
- プッシング・デイジー 〜恋するパイメーカー〜シーズン2（ハンセル）
- パーシー・ジャクソンとオリンポスの神々
- PERSON of INTEREST 犯罪予知ユニット
- ハーパーズ・アインド 惨劇の島（ギャレット保安官助手）
- ハリーズ・ロー 裏通り法律事務所
- ビクトリアス（フェスタス、コジージー）
- ファントム（クォン・ヒョクチュ）
- フットルース 夢に向かって
- ブラザーズ&シスターズ
- プリズン・ブレイクファイナル・シーズン
- プレデターズ（ハンゾー）
- 弁護士イーライのふしぎな日常（ネイサン・ストーン）
- ボードウォーク・エンパイア2 欲望の街
- ボルジア家 愛と欲望の教皇一族
- マイティ・ソー
- MAD MEN（エリオット）
- ミッシング（ビクター・アシモフ）
- ミルク
- メカニック（キャリバン）
- 誘拐交渉人 裏切りの陰謀
- ユーリカ シーズン3
- ライジング・ドラゴン（海賊の頭）
- ラビット・ホール（オーギー）
- レディプレジデント〜大物（コン・ソンジョ）
- ローマ警察殺人課アウレリオ・ゼン 3つの事件
- ワイルドシングス4
- 私だけのハッピー・エンディング
- 私の中のあなた（ウェイン医師 他）

### デジタルコミック
- 怪盗ルパン伝 アバンチュリエ（2021年、カオルン男爵、裁判長[14]）

### ボイスオーバー
- ヒストリーチャンネル『ドッグファイト〜未来の空中戦〜前・後編』（トム・クランシー 他）
- Discovery Sir Lanka コタラヒムブツーって何?

### 舞台
- アヌイ作
  - 『孔雀館』（レオン、伯爵）
  - 『アンチゴーヌ』（クレオン）